# ژنتیک اصلاح دام
اصلاح دام با هدف از اصلاح نژاد به دست آوردن جانورانی با تولید و سود بیشتر است در اثر اصلاح نژاد از جانوران با جثهٔ کوچک و فرآوری کم جانورانی با جثهٔ بزرگ و فرآوری بیشتر به دست آمده‌است، به کلیهٔ اقدامات و فعالیت‌هایی که سبب می‌شوند در نسل‌های پس از آن جانوران، فرآوری بیشتر و سود فراوانتری حاصل شود اصلاح نژاد گفته می‌شود.

## ژن و انتقال صفات
هر حیوانی دارای صفات انبوهی است، رنگ، اندازه بدن، شاخدار یا بی شاخ بودن، اینها تعداد کمی از صفاتی هستند که از والدین به فرزندان منتقل می‌شوند. این صفات بوسیلهٔ ژن‌ها مهار می‌شوند. ژن‌ها مولکول‌های بسیار ریز و پیچیده‌ای هستند که در روی کروموزوم‌ها قرار دارند و هر حیوانی در بر گیرنده هزاران جفت ژن است که نصف آنها از پدر و نصف دیگر آن از مادر به ارث رسیده‌است و روی هم ژنوتیپ جانور را پایه‌ریزی می‌دهد. ژنوتیپ مشخص کنندهٔ نزدیک قابلیت عملکرد جانور در صفات گوناگون است. هر جفت ژن شماری از صفات را مهار می‌کند. برخی از صفات توارث پذیری فراوانی دارد ولی در برخی دیگر توارث پذیری کم است.
اگر صفتی توارث پذیری فراوانی داشته باشد اصلاح آن صفت در جانور با شتاب انجام خواهد گرفت و برعکس برای صفاتی با توارث پذیری کم اصلاح به کندی پیشرفت خواهد داشت، به زبان دیگر برای بهبود چنین صفاتی نیاز به فرآوری نسل‌های فراوانی است تا یک صفت به گونه نیرومند درآید در جدول زیر نسبت توارث پذیری برخی از صفات گاوها آورده شده‌است.
اصلاح کنندگان دام صفاتی را گزینش می‌کنند که کاربرد آن در جانور مهم است. برای نمونه در گاوهای شیری صفاتی مورد اصلاح قرار می‌گیرند که در رابطه با کمیت و کیفیت شیر مهم است یا در پرندگان ویژگی جوجه درآوری تخم مرغ، میزان رشد، خاصیت حیاتی و سر زندگی فرآوری مرغ و قدرت رشد تند فاکتورهای محیطی همانند تغذیه، روش‌های شیردوشی و نظایر آن مشخص خواهند کرد که تا چه حد جانور به قابلیت دلخواه دست یافته‌است، به راستی همه عملکرد جانور مجموع اثر پیرامون و ژنوتیپ است.
ژنوتیپ به جانور استعداد انجام عملی را می‌دهد و پیرامون شرایط لازم برای انجام عمل را فراهم می‌سازد؛ به زبان دیگر، فنوتیپ و ژنوتیپ هر دو مهم و تعیین‌کننده هستند.

## نقش و توانایی یا کارایی
فارغ التحصیلان این رشته با توجه به گرایش خود در بعضی از زمینه‌های زیر مهارت کسب می‌کنند.
- تدریس دروس علوم دامی و علوم وابسته در آموزشکده‌ها و دانشکده‌های کشاورزی
- تحقیق در زمینه‌های مختف مربوط به رفع مشکلات و مسائل تولید محصولات دامی و بهبود کمیت و کیفیت آنها
- تحقیق در زمینه‌های اصلاح دام و ژنتیک مولکولی
- تحقیق در زمینه‌های فیزیولوژی
- برنامه‌ریزی و هدایت امور اجرایی در زمینه‌های مختلف تولید محصولات دامی.

## یادداشت
1. ↑  Hatchability
2. ↑  Livability
3. ↑  Vability